# Източнобългарски кон
Вижте пояснителната страница за други значения на Кон.
Източнобългарски кон е местна и най-разпространена в България полукръвна спортна порода коне създадена в резултат на многогодишна селекция.

## История
Началото на създаването на породата започва в края на ХІХ век заедно с откриването на двата конезавода „Кабиюк“ край гр. Шумен и „Божурище“ край гр. София. След преместването на конезавода от Божурище в Балчик и създаването на конезавод „Стефан Караджа“ селекционната дейност се концентрира изцяло в Североизточна България. Целта на създаването на породата е да се задоволят нуждите на българската армия с добри и издръжливи коне, а също и нуждите на стопаните в областта на земеделието.
Създаден е чрез сложно възпроизводително кръстосване между местни, местни подобрени, арабски, англо-арабски кобили с чистокръвни и полукръвни жребци, внесени от Унгария, Русия, Полша, Германия, Чехословакия и Турция.
Независимо от разнородния състав, на чиято база е създадена породата най-голямо влияние за сформиране на линейната структура са оказали чистокръвните английски жребци Лаудон, Семпитернал, Козак, Емилиен, Тихани, Зенгер, Вустершир, Греми, Нерон и Еделкнабе. Съществена роля в развъдния процес заемат и полукръвните жребци Фенек, Галион, Фуриозо VII-3 и Бетяр.
В резултат на дългогодишната селекция и затвърждаване на характерни белези е получен универсален тип коне, еднакво подходящи за спорт и работа, признати като самостоятелна порода през 1951 г. През този период в породата са затвърдени представители в 3 основни типа – лек, среден и тежък.
- Лекият се е използвал предимно за гладки надпрепусквания, стипълчейз и всестранна езда.
- Средният е бил предназначен предимно за класическите видове конен спорт.
- Тежкият за работа във впряг.

По-късно предвид изискванията на пазара основно внимание започва да се отделя на средния тип, а тежкият отпада изцяло от по-нататъшна селекция.
Нов етап в развитието на породата настъпва в периода на осемдесетте години на ХХ век. Тогава с цел подобряване спортните качества на конете все по-често в породата се използват жребци от модерните и значително по-напреднали в това отношение породи като Хановерска, Холщайнерска, Сел Франсе, Тракененска.

## Разпространение
Основният масив от племенни жребци и кобили се намира в конезаводите „Кабиюк“, „Стефан Караджа“, „Хан Аспарух“ и няколко частни ферми и конни клубове, предимно в Североизточна България. През последните десетилетия значително са усъвършенствани стопанските и най-вече спортните качества на конете от тази порода. Това е най-масово използваната порода за дисциплините на конния спорт в България.

## Описание
Най-голямото предимство на породата е добрата ѝ аклиматизация към природните усовия в България – сравнително студена зима с температури достигащи –20 градуса и много горещо лято максимални температури понякога достигащи да +35 до +38 градуса.
Конете от породата имат сравнително едър ръст с височина при холката 162 - 166 см. Главата е пропорционална, с прав профил. Шията е права, дълга с добре изразен задтилък, холката е добре развита и изразена, средно дълги гръб и поясница. Крупата е с добре изразен наклон и добре замускулена, подобно на Чистокръвния Английски кон. Гръдния кош е дълбок и дълъг, краката са здрави, с добре изразени стави, сухожилия и здрави копита.
Представителите на породата са мощни, красиви, с благороден външен вид, със сравнително суха конституция. Екстериорните им особености ги доближават повече до ездовите коне, отколкото до впрегатните. Подходящи са както за класическите видове конен спорт (обездка, прескачане на препятствия и всестранна езда), така и за любителска езда.